# Pouilleux
Pour les articles homonymes, voir Mistigri.
Le pouilleux ou vieux garçon (appelé parfois mistigri, le pissous, le puant, Pierre noir ou le valet noir) est un jeu qui nécessite 51 cartes, c'est-à-dire les 52 cartes traditionnelles moins la carte du valet de trèfle. Ce jeu se pratique de 2 à 8 joueurs.

## But du jeu
Il faut se débarrasser de toutes ses cartes pour gagner. On se débarrasse de ses cartes exclusivement en formant des paires de même valeur et de même couleur rouge ou noire (cœur/carreau, trèfle/pique). Le dernier à détenir le pouilleux, c'est-à-dire le valet de pique (on ne peut pas faire une paire avec cette carte), a perdu. 
| Oui | Non |
| --- | --- |
|     |     |

### La donne
Le donneur distribue toutes les cartes, trois par trois dans le sens des aiguilles d'une montre et faces cachées. Il y a 17 (51 divisé par 3) triplés de cartes ainsi distribués, ce qui fait que le nombre de carte reçu ne sera pas le même pour tous. Il arrive aussi que les cartes soient distribuées une à une, toujours dans le sens des aiguilles d'une montre, auquel cas dans un jeu à trois joueurs ils auront tous 17 cartes, mais dans les autres cas le nombre de carte reçu ne sera pas le même pour tous.

### 1rephaseou défausse
Chaque joueur se défausse de ses paires valides.

### 2ephaseou jeu
Le joueur ayant le moins de carte après la défausse commence la partie. En cas d'égalité une méthode quelconque permet de désigner ce premier joueur. 
Chaque joueur à son tour pioche une carte chez son voisin de gauche, sans la montrer aux joueurs non impliqués. Si cela lui permet de former une nouvelle paire, alors il s'en défausse immédiatement ; s'il n'a alors plus de cartes il sort du jeu et devient spectateur. C'est ensuite au tour de celui à qui une carte a été prise de jouer. La partie se déroule ainsi de suite jusqu'à ce que toutes les paires aient été formées et qu'il ne reste plus qu'une carte, le « pouilleux », et qu'un seul joueur, celui qui l'a en main, qui est désigné le perdant.

## Stratégies
Le pouilleux est essentiellement un jeu de hasard, avec des possibilités très limitées de prévoir des coups à l'avance ou de faire des calculs pour améliorer ses chances prendre une bonne carte (qui permet de faire une paire) ou d'éviter le pouilleux. Cela le rend jouable à un très jeune âge. Cependant, il possède aussi une dimension observationnelle et psychologique, qui prolonge son intérêt au-delà. 
Une partie du jeu consiste à tenter de deviner, selon que les joueurs manifestent de la satisfaction ou de la déception, s'ils ont le pouilleux en main, ont réussi à s'en débarrasser ou éviter de le prendre. Une autre partie peut consister à faire croire, en manifestant faussement de tels sentiments (voire plus simplement en l'affirmant oralement), qu'on possède ou non le pouilleux (ou qu'on vient de s'en débarrasser), pour inciter celui qui pioche dans notre main à prendre une carte plutôt qu'une autre, ou pour créer une tension alors qu'il n'y a en fait aucun risque puisqu'on ne possède pas le pouilleux. On peut aussi observer le comportement des joueurs et éventuellement une régularité dans le choix des cartes, pour augmenter les chances qu'ils piochent le pouilleux dans notre main, et toujours dans le même but, bluffer en mettant en valeur une carte de son paquet (ou en la tenant plus ou moins fermement, ou la désignant carrément comme le pouilleux) pour jeter le trouble dans l'esprit de celui qui doit piocher :
- soit cette carte est effectivement le pouilleux, auquel cas il ne faudrait pas s'en emparer, et s'il le fait il sera possible d'en faire la remarque ;
- soit elle ne l'est pas, ce qui signifie que le pouilleux se trouve dans les autres cartes présentées, mais sans distinction particulière.

Ainsi, le pouilleux n'est pas qu'un jeu de cartes, mais aussi un jeu sur la lecture correcte de sentiments, leur simulation, et diverses formes de manipulation mentale, mais dans le cadre protégé du cercle de joueurs et avec un enjeu très limité.

## Variantes

### Le Mistigri
Dans certains jeux plus adaptés pour les enfants, le pouilleux est représenté par un chat gris nommé Mistigri. Les autres cartes s'appairent deux à deux, souvent de façon humoristique.

### Choix du pouilleux
Pour plus de suspense, on peut retirer du paquet face cachée une carte aléatoire, ce qui désigne comme pouilleux la carte avec laquelle la carte retirée est associée. La première partie du jeu est alors purement aléatoire, sans possibilité d'inciter un joueur à se saisir du pouilleux puisqu'on ne le connait pas. Ces stratégies reviennent à mi-partie, car il est possible de supposer qu'une carte qui revient dans la main après avoir fait le tour de tous les joueurs (sans avoir rencontré la carte qui fait la paire devient) est un bon candidat pour le rôle de pouilleux.

### Pouilleux déshabilleur
À l'image du strip poker, le pouilleux déshabilleur est une variante dont le principe est qu'à chaque fin de partie, le dernier joueur à détenir le pouilleux enlève un vêtement. Le jeu s'achève lorsque l'un des participants termine en sous-vêtements, voire complètement nu.

### Pouilleux massacreur / ravageur
Il consiste à faire subir des sévices sur la main du joueur qui a perdu, posée généralement paume contre table. Ces sévices sont connotés par l'enseigne de la carte :
- ♣, le joueur pince la peau de la main, souvent en la tournant ;
- ♦, le joueur donne un coup de poing sur la main ;
- ♠, le joueur « pique » la main avec trois doigts ou enfonce son ongle dans la peau ;
- ♥, la plupart du temps le joueur offre du répit en caressant doucement la main. Mais chez les plus brutaux on écrase celle-ci de tout son poids.

L'organisation de ces sévices varie beaucoup. Certains redistribuent le paquet aux joueurs gagnants qui chacun leur tour retournent une carte et exécutent ce qui est indiqué. Par exemple, 3♥ donne trois caresses sur la main, 8♣ donne la main pincée huit fois, etc. D'autres permettent au perdant de piocher les cartes une à une dans le paquet faces cachées, et ne lui font subir qu'une blessure chacun. Le perdant peut donc être chanceux s'il n'a pioché que du cœur. Le « massacre » s'arrête une fois tout le tas de cartes retourné ou lorsque la carte du pouilleux y est découverte.
Si un des joueurs se trompe de « massacre » (par exemple en piquant la main du perdant alors qu'il est tombé sur une carte de trèfle), c'est alors à son tour de devenir le « pouilleux » et de se faire « massacrer ».

## Dans le monde
La variante québécoise est la « Pisseuse » représentée par la dame de pique. La version anglophone du pouilleux s'appelle « Old Maid » (« Vieille Fille »). Elle peut se jouer avec un jeu classique 52 cartes ou bien avec un jeu spécialement dédié. Dans ce cas, la carte pouilleuse est celle dénommée « Old Maid ».
Il existe aussi une variante japonaise de ce jeu appelée baba-nuki (ババ抜き) et qui est très souvent représentée dans les animés. Le pouilleux est alors représenté par un joker.
En Allemagne, en Suisse, en Moselle et dans certaines parties de l'Alsace, le jeu s'appelle « der Schwarze Peter ».  Il existe un joli jeu avec des figures d'animaux, le "Schwarze Peter" ou "Zwarte Piet" étant représenté par un chat noir. Ce dernier se retrouve également en Suisse alémanique sous le nom allemand de « Schwarzer Peter » et sous sa traduction française littérale, utilisée en Suisse romande « Pierre noir ».
En Russie, le jeu est similaire au Dourak.
La version sénégalaise du jeu s'appelle le Gaana, sauf que le pouilleux est représenté par l'as de pique.

### Le valet noir en Belgique et en politique
Ce jeu s'appelle le Valet noir en Belgique francophone, et Zwarte Piet dans la région néerlandophone belge.
Depuis la crise politique découlant du résultat des élections du 13 juin 2010, l'expression Valet noir ou Zwarte Piet est utilisée en Belgique dans le discours des personnalités politiques, des analystes et des commentateurs. Elle est née de propos tenus publiquement et dans la presse par Bart De Wever, président à l'époque du plus important parti néerlandophone négociant l'élaboration d'une coalition fédérale : « Je ne veux donner de valet noir à personne » et a même donné lieu à la commercialisation d'un jeu de cartes à l'effigie des hommes politiques belges, les deux valets noirs représentant Bart De Wever et son principal adversaire francophone belge Elio Di Rupo.
Zwarte Piet constitue la dernière entrée du Petit abécédaire politique du sénateur Francis Delpérée.